# Scolopax anthonyi
La chocha puertorriqueña (Scolopax anthonyi) es una especie extinta de ave caradriforme de la familia Scolopacidae endémica de la isla de Puerto Rico. Inicialmente se creyó que los restos fósiles eran de una agachadiza del género Gallinago, pero un nuevo análisis de los huesos en 1976 identificó que pertenecían a una chocha. Presenta más similitudes osteológicas con las chochas de Eurasia que con las de América, un rasgo compartido con la también extinta chocha de la Española (S. brachycarpa). Ambas especies podrían haber pertenecido a una radiación insular caribeña diferenciada de las chochas, todas ellas extintas.
S. anthonyi había reducido sus alas en comparación con el resto de especies del género, lo que indica que podría tener un estilo de vida más terrestre. Probablemente vivía en hábitats forestales, como los de los miembros supervivientes del género. Se desconocen las causas de su extinción.